# 北马兜铃
北马兜铃（学名：Aristolochia contorta）又名马斗铃、铁扁担、臭瓜篓、茶叶包、河沟精、天仙藤、万丈龙、臭罐罐、臭铃当、吊挂篮子、葫芦罐，是马兜铃科马兜铃属的植物。分布于俄罗斯、日本、朝鲜以及中国大陆的甘肃、河南、内蒙古、河北、山东、湖北、吉林、陕西、辽宁、黑龙江、山西等地，生长于海拔500米至1,200米的地区，多生于肥沃、林缘、气候较温暖、湿润、山坡灌丛、沟谷两旁或腐殖质丰富的沙壤中。
花黄绿色, 舌片先端具线形弯扭尾尖。

## 外部連結
- 北馬兜鈴 Beimadouling（页面存档备份，存于） 藥用植物圖像數據庫 (香港浸會大學中醫藥學院) （中文）（英文）
- 馬兜鈴 Madouling（页面存档备份，存于） 中藥材圖像數據庫 (香港浸會大學中醫藥學院)  （中文）（英文）
- 馬兜鈴酸I Aristolochic acid I（页面存档备份，存于） 中草藥化學圖像數據庫 (香港浸會大學中醫藥學院) （中文）（英文）